# Hanji (köping i Kina, Henan)
Hanji (kinesiska: 韩集, 韩集镇) är en köping i Kina. Den ligger i provinsen Henan, i den centrala delen av landet, omkring 240 kilometer sydost om provinshuvudstaden Zhengzhou. Antalet invånare är 35 648. Befolkningen består av 18 262 kvinnor och 17 386 män. Barn under 15 år utgör 27,0 %, vuxna 15-64 år 61 %, och äldre över 65 år 10,0 %.
Genomsnittlig årsnederbörd är 1 111 millimeter. Den regnigaste månaden är september, med i genomsnitt 197 mm nederbörd, och den torraste är januari, med 18 mm nederbörd.